# Et vous, comment vivrez-vous ?
Et vous, comment vivrez-vous ? (君たちはどう生きるか, Kimi-tachi wa dō ikiru ka) est un roman de 1937 écrit par Genzaburō Yoshino. Il suit un jeune garçon de 15 ans, Junichi Honda, surnommé Koperu, et son oncle, alors que le jeune homme est confronté à sa croissance spirituelle et intellectuelle, à la pauvreté et à l'expérience sociale dans sa totalité,.

Logo japonais du film Le Garçon et le Héron des Studios Ghibli qui reprend le titre original du roman.

Le roman est publié en France aux Éditions Picquier.

## Historique
Yūzō Yamamoto était initialement chargé d'écrire le dernier roman de la série Nihon Shoukokumin Bunko. Cependant, il ne put pas le faire pour cause de maladie. En remplacement, Genzaburō Yoshino écrit Et vous, comment vivrez-vous ? et le publie en 1937. Dans la première édition, Yamamoto est crédité comme co-auteur. Mais dans la révision d'après-guerre de 1948, Yoshino est mentionné comme seul auteur du roman.
Après la Seconde Guerre mondiale, le livre subit plusieurs modifications, notamment de vocabulaire. Mira-sha Publishers, ayant décidé de le rééditer en 1945, demandent à Yoshino de supprimer toute mention de l’impérialisme japonais, toute critique du capitalisme (le Japon étant devenu une quasi-colonie américaine), toute allusion à des comportements antipatriotiques et à la lutte des classes. La traduction anglaise de 2021 se fonde sur l’édition originale.
Et vous, comment vivrez-vous ? est une œuvre littéraire populaire de tradition classique. Il est souvent considéré comme appartenant à la littérature jeunesse.

## Synopsis
Junichi Honda est un collégien de quinze ans, connu sous son surnom de Koperu (« Coper »), qui lui a été donné par son oncle pour comparer ses facultés de raisonnement à celles de Nicolas Copernic. C'est un garçon athlétique, bien que de petite taille, et doué pour l'étude.
Le père de Koperu, directeur de banque, est décédé quand il était jeune et il vit avec sa mère. Son oncle (du côté de sa mère) habite à proximité et lui rend fréquemment visite. Koperu et son oncle sont très proches. Koperu raconte sa vie à son oncle et celui-ci lui apporte soutien et conseils. Son oncle commente également ces interactions dans un journal, avec l'intention d'offrir ce journal à Koperu.

L'écriture du journal intime, entrecoupée de récits, donne un aperçu des épreuves éthiques et émotionnelles que Koperu a partagées avec son oncle. Les entrées du journal, qui couvrent des thématiques telles que « la vision des choses », « la structure de la société », « les relations », etc., sont dans le style d'une note écrite à Koperu.

« Penser, comme Copernic, que notre Terre est un corps céleste se déplaçant dans l'immensité de l'espace, ou penser que notre Terre est fixée au centre de l'univers, sont deux façons de penser qui, en réalité, ne sont pas seulement liées à l'astronomie. Même lorsque nous pensons à des choses comme le monde qui nous entoure ou notre propre vie, la vérité est que nous tournons toujours autour d'eux après tout. »

— Sur les points de vue (Notes de l'Oncle)
Finalement, Koperu écrit sa décision sur son mode de vie futur en réponse à son oncle, et le roman se termine avec le narrateur posant au lecteur la question : « Et vous, comment vivrez-vous ? »

## Personnages
- Junichi Honda/Koperu – Un garçon de 15 ans qui vit des hauts et des bas dans sa vie scolaire, mais aussi des amitiés et qui cherche sa place dans le monde.

## Publication
Ce livre fait partie de la série «Nihon Shoukokumin Bunko» qui vise à transmettre des connaissances et un art de vivre libre et progressiste aux écoliers japonais (Shukokumin signifie littéralement «jeunes citoyens»). Cependant, de nombreuses œuvres furent découragées par la montée du militarisme impérial japonais dans les années 1930.
Le politologue Masao Maruyama a fait l'éloge de ce roman en tant qu'œuvre d'émancipation. Il salue également la façon dont cela complète les découvertes du personnage principal, qui sont transmises sous forme de lettres de l'oncle de l'enfant. De plus, la question «Comment vivrez-vous ?» ne concerne pas seulement le problème éthique de «comment vivre», mais aussi une conscience scientifique sociale. C’est évaluer le problème de l’existence même.
Et vous, comment vivrez-vous ? n'a pas été conçu à l'origine comme une œuvre littéraire, mais comme une réflexion sur l'éthique. Cependant, selon Takada Riko, ce livre est également une théorie des arts libéraux écrite pour les élèves d'anciens lycées à l'apogée du culturalisme. Takada se concentre sur l'environnement familial privilégié et la classe sociale «élevée» des héros. Ceux-ci sont dessinés par l'auteur, qui s'est inspiré des gens de son époque au Takashi Associated Junior High School (aujourd'hui un lycée rattaché à l'Université de Tsukuba). Il mentionne le fait que ce livre est destiné à trouver un écho auprès de garçons instruits, qui, à cette époque, constituent une élite sociale.

## Format
L'histoire alterne point de vue et narration entre Koperu et son oncle. Koperu raconte sa vie à l'école alors qu'il traverse sa vie d'écolier.
Quant à lui, son oncle raconte ses expériences pour aider son neveu à faire face au harcèlement scolaire et aux difficultés de la vie.

## Thèmes
Koperu traite des difficultés liées à la croissance en tant qu'être humain. Une grande partie du fait de grandir implique de traiter avec des personnes qui s'opposent aux valeurs philosophiques.

## Adaptation en manga
En 2017, le livre a été publié en série sous forme de manga par Shoichi Haga et publié par Magazine House sous le titre Comment vivez-vous ? Histoires de dessins animés.

## Héritage
Le roman apparaît dans l'une des scènes du film d'animation Le Garçon et le Héron (2023) du Studio Ghibli et dont le titre original japonais reprend celui du roman.
Bien que le roman apparaisse dans l'univers et serve de point de départ de l'intrigue, le film n'est pas exactement adapté du roman. La sortie du film a entraîné une augmentation des ventes et des réimpressions du livre au Japon. Il a été vendu en grande quantité sur la place de marché Mercari.
Son éditeur Iwanami Shoten a annoncé que le tirage total du livre avait atteint 1,8 million d'exemplaires, ce qui en fait le livre numéro un sur Iwanami Bunko.